# HC Vlci Český Těšín
HC Vlci Český Těšín (celým názvem: Hockey Club Vlci Český Těšín) je český klub ledního hokeje, který sídlí ve městě Český Těšín v Moravskoslezském kraji. Založen byl v roce 2016. Od sezóny 2016/17 působí v Moravskoslezské krajské lize, čtvrté české nejvyšší soutěži ledního hokeje. Klubové barvy jsou modrá a bílá 
V sezóně 2018/19, která je mnohými označována jako "českotěšínské Nagano", se klubu podařilo postupně neztratit doma ani jeden bod v základní části soutěže, poté porazit bez jediné prohry všechny soupeře v play-off a získat mistrovský titul v Krajské lize. V následné kvalifikace o 2. ligu se klub utkal s týmem Jindřichova Hradce. V sérii s tímto soupeřem se povedlo Českému Těšínu ve dvou odehraných zápasech zvítězit prvně poměrem 5:2 a poté 4:3, po čemž se těšínští mohli teoreticky radovat z historicky prvního postupu o soutěž výše. O dva měsíce později ovšem vedení klubu zvolilo postup do vyšší soutěže odmítnout.
Své domácí zápasy odehrává na zimním stadionu v Českém Těšíně.
V roce 2014 byla dokončena rekonstrukce a zimní stadion se změnil ve víceúčelovou sportovní halu.
V roce 2024 se klub HC Wolves Český Těšín sloučil s HK Baník Karviná a změnil název na HC Vlci Český Těšín.

## Historické názvy
- 2016 – HC Wolves Český Těšín (Hockey Club Wolves Český Těšín)
- 2024 – fúze s HK Baník Karviná ⇒ název změněn na HC Vlci Český Těšín (Hockey Club Vlci Český Těšín)

## Přehled ligové účasti
Stručný přehled
Zdroj:
- 2016– : Moravskoslezská krajská liga (4. ligová úroveň v České republice)

Jednotlivé ročníky
Zdroj:
| Česko (2016–) |                              |           |           |                                       |                         |
| Sezóny        | Soutěž                       | Úroveň    | ZČ        | Play-off, nadstavba, sk. o udržení... | Poznámky                |
| 2016/17       | Moravskoslezská krajská liga | 4. úroveň | 6. místo  | Čtvrtfinále                           |                         |
| 2017/18       | Moravskoslezská krajská liga | 4. úroveň | 6. místo  | Čtvrtfinále                           |                         |
| 2018/19       | Moravskoslezská krajská liga | 4. úroveň | 3. místo  | Vítěz; kvalifikace o 2. ligu (výhra)  | Odmítnutí postupu       |
| 2019/20       | Moravskoslezská krajská liga | 4. úroveň | 7. místo  | Finále                                | Nehráno kvůli covidu-19 |
| 2020/21       | Moravskoslezská krajská liga | 4. úroveň |           | Ne                                    | Nehráno kvůli covidu-19 |
| 2021/22       | Moravskoslezská krajská liga | 4. úroveň | 10. místo | Ne                                    |                         |
| 2022/23       | Moravskoslezská krajská liga | 4. úroveň | 8. místo  | Čtvrtfinále                           |                         |
| 2023/24       | Moravskoslezská krajská liga | 4. úroveň | 7. místo  | Čtvrtfinále                           |                         |
| 2024/25       | Moravskoslezská krajská liga | 4. úroveň | 2. místo  | Semifinále                            |                         |
| 2025/26       | Moravskoslezská krajská liga | 4. úroveň |           |                                       |                         |

Legenda: ZČ - základní část, červené podbarvení - sestup, zelené podbarvení - postup, fialové podbarvení - reorganizace, změna skupiny či soutěže